# 1X1=1 (To Be One)
1X1=1 (To Be One) – debiutancki minialbum południowokoreańskiego boysbandu Wanna One, specjalnej grupy stworzonej przez survivalowy program Mnetu Produce 101 Season 2, w której skład weszło jedenaście stażystów z różnych firm rozrywkowych. Minialbum został wydany cyfrowo 7 sierpnia 2017 roku. Ukazał się w 23 edycjach, po dwóch wersjach fizycznych dla każdego członka i jednej cyfrowej.
Płytę promowały single „Energetic” i „Burn It Up”. Sprzedał się w nakładzie 765 797 egzemplarzy w Korei Południowej (stan na kwiecień 2018).
Minialbum ukazał się w dwóch wersjach w Japonii (Pink Ver. i Sky Ver.) 27 września 2017 roku, wydany przez Pony Canyon.

## Lista utworów
| CD | CD                                                            | CD                              | CD                                                                                                   | CD                          | CD      |
| Nr | Tytuł utworu                                                  | Tekst                           | Kompozycja                                                                                           | Aranżacja                   | Długość |
| -- | ------------------------------------------------------------- | ------------------------------- | --- | --------------------------- | ------- |
| 1. | „To Be One (Intro.)”                                          | Galactika                       | Galactika                                                                                            | Galactika                   | 1:06    |
| 2. | „Burn It Up” (kor. 활활 (Burn It Up) Hwalhwal (Burn It Up))   | Min Yeon-Jae, LIØN              | Diggy, LIØN, GRVVITY                                                                                 | GRVVITY, Diggy              | 3:34    |
| 3. | „Energetic” (kor. 에너제틱 (Energetic))                       | Hui, Wooseok (PENTAGON)         | Flow Blow, Hui                                                                                       | Flow Blow                   | 3:09    |
| 4. | „Wanna Be (My Baby)”                                          | 1Take, TAK                      | 1Take, TAK                                                                                           | 1Take, TAK                  | 3:21    |
| 5. | „Always” (kor. 이 자리에) (Acoustic Ver.)                     | Real Men, Wooki                 | Real Men, Paper Planet                                                                               | Real Men                    | 4:21    |
| 6. | „It's Me (Pick Me) (Wanna One Ver.)” (kor. 나야 나) (CD Only) | Ryan Jhun                       | Ryan S. Jhun, Emile Ghantous, Keith Hetrick, Appu Krishan, Cheryline Lim, Jason Jones, Zaydro, RHeaT | Ryan S. Jhun, Zaydro, RHeaT | 4:07    |
| 7. | „Never (Wanna One Ver.)” (CD Only)                            | Hui, E'Dawn, Wooseok (PENTAGON) | Hui, Flow Blow                                                                                       | Flow Blow                   | 3:16    |

## 1-1=0 (Nothing Without You)
13 listopada 2013 roku minialbum został wydany ponownie, pod nowym tytułem 1-1=0 (Nothing Without You), i zawierał dodatkowo cztery nowe utwory, w tym główny singel „Beautiful”. Ukazał się w trzech edycjach: dwóch fizycznych („Wanna” i „One”) i jednej cyfrowej. Sprzedał się w nakładzie 642 518 egzemplarzy w Korei Południowej (stan na marzec 2018).
Repackage album ukazał się w dwóch wersjach w Japonii (Pink Ver. i Sky Ver.) 27 września 2017 roku, wydany przez Pony Canyon.

### Lista utworów
| CD  | CD                                                                          | CD                       | CD                          | CD                  | CD      |
| Nr  | Tytuł utworu                                                                | Tekst                    | Kompozycja                  | Aranżacja           | Długość |
| --- | --------------------------------------------------------------------------- | ------------------------ | --------------------------- | ------------------- | ------- |
| 1.  | „Nothing Without You (Intro.)”                                              | Tenzo, Tasco             | Tenzo, Tasco                | Tenzo, Tasco        | 1:23    |
| 2.  | „Beautiful”                                                                 | Tenzo, Kebee             | Tenzo, Wooziq               | Wooziq              | 3:17    |
| 3.  | „Wanna” (kor. 갖고 싶어 Gatgo Sipeo)                                        | e.one, Party in the Pool | e.one                       | e.one               | 3:40    |
| 4.  | „Twilight”                                                                  | Kim Won, Mad Finger      | Kim Won, Mad Finger         | Kim Won, Mad Finger | 3:14    |
| 5.  | „Burn It Up” (kor. 활활 (Burn It Up) Hwalhwal (Burn It Up)) (Prequel Remix) | Min Yeon-Jae, LIØN       | Min Yeon-jae, LIØN, GRVVITY | GRVVITY, Diggy      | 3:37    |
| 6.  | „Energetic” (kor. 에너제틱 (Energetic) (Prequel Remix)                      | Hui, Wooseok (PENTAGON)  | Flow Blow, Hui              | TAK                 | 4:16    |
| 7.  | „Wanna Be (My Baby)”                                                        | 1Take, TAK               | 1Take, TAK                  | 1Take, TAK          | 3:21    |
| 8.  | „Energetic” (kor. 에너제틱 (Energetic))                                     | Hui, Wooseok (PENTAGON)  | Flow Blow, Hui              | Flow Blow           | 3:09    |
| 9.  | „Burn It Up” (kor. 활활 (Burn It Up) Hwalhwal (Burn It Up))                 | Min Yeon-Jae, LIØN       | Diggy, LIØN, GRVVITY        | GRVVITY, Diggy      | 3:34    |
| 10. | „To Be One (Outro.)”                                                        | Galactika                | Galactika, ATHENA           | ATHENA              | 1:21    |
| 11. | „Wanna Be (My Baby)” (Premier Show-con Live ver.) (CD Only)                 | 1Take, TAK               | 1Take, TAK                  | 1Take, TAK          | 3:46    |

## Notowania
| Lista                   | Pozycja |
| ----------------------- | ------- |
| Gaon Weekly Album Chart | 1       |
| Gaon Yearly Album Chart | 4       |
| Five Music (Tajwan)     | 1       |

| Lista                   | Pozycja |
| ----------------------- | ------- |
| Gaon Weekly Album Chart | 1       |
| Gaon Yearly Album Chart | 5       |
| Five Music (Tajwan)     | 1       |